# Alfred Morel-Fatio
Alfred Paul Victor Morel-Fatio, född 9 januari 1850, död 9 oktober 1924, var en fransk romanist.
Morel-Fatio blev 1884 professor i sydeuropeiska språk och litteratur vid Collège de France. Han gjorde sig särskilt känd som hispanolog, särskilt i Études sur l'Espagne (4 band, 1895-1925) och El mágico prodigioso, den första vetenskapliga utgåvan av ett spanskt drama.